# جون بيترسون (مدير فني)
جون بيترسون (بالإنجليزية: John Peterson)‏ هو مدير فني أمريكي، ولد في 25 سبتمبر 1948 في آن آربر في الولايات المتحدة.